# Türst
Türst es un personaje de leyenda en la Suiza central que procede de los tiempos paganos.
A menudo es presentado como cazador infernal que caza por los pueblos y asusta al ganado, de modo que no producen leche por tanto tiempo. En los pueblos, la gente cuenta que Türst caza sobre todo en los meses tormentosos. Viene acompañado de su esposa, Sträggeli, una bruja fea y una manada de perros con solo tres patas.
- Datos: Q673485